# Seguridad láser
Seguridad Láser es el diseño, uso e implementación segura de los láseres para minimizar accidentes, especialmente heridas oculares. La venta y uso de láseres en la vida cotidiana esta normalmente sujeta a regulaciones gubernamentales.
Los láseres moderadamente potentes o altamente potentes son peligrosos porque pueden quemar la retina o incluso la piel. Para controlar el riesgo de heridas, hay varias especificaciones publicadas en el IEC 60825, el cual separa los láseres en "clases" dependiendo de su potencia y longitud de onda. Estas regulaciones imponen medidas de seguridad en los fabricantes, como etiquetar los láseres con señales de advertencia específicas, el uso de anteojos de seguridad cuando se operan algunos láseres, entre otras.

### Mecanismos de daño

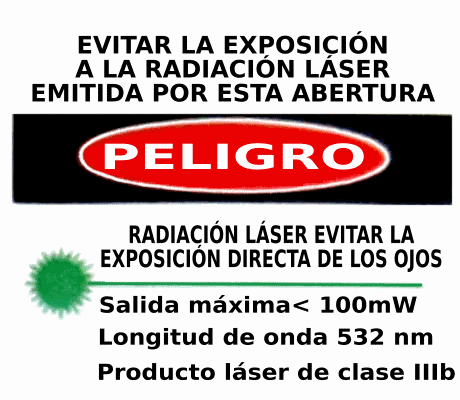
Etiqueta típica de advertencia láser en los EUA (ANSI)

Los láseres pueden causar daño a tejidos biológicos, en el ojo y la piel, por varios mecanismos. Daño térmico o quemadura, ocurre cuando los tejidos se calientan por encima de la temperatura a la cual las proteínas se descomponen. Otro mecanismo es el daño fotoquímico donde la luz desencadena una reacción química en el tejido. Este daño ocurre principalmente para luz con longitudes de onda corta (azul y utravioleta). Los láseres pulsados, cuyos pulsos duran menos de 1 μs pueden causar un aumento rápido en la temperatura, resultando en una pequeña explosión provocada por el agua del tejido que hierve. El choque de la onda provocado por la explosión puede causar daño bastante lejos del punto de impacto. Pulsos ultra-cortos pueden exhibir auto enfoque en las partes transparentes del ojo como el cristalino, ocasionando un aumento en el posible daño comparado con pulsos más largos con la misma energía. El último mecanismo del que vamos a hablar es la fotoionización, la cual es el mecanismo de daño de radiación cuando se usa un láser titanio-zafiro.
Es importante notar que el ojo enfoca la luz visible y el cercano infrarrojo en la retina. Un haz láser puede ser enfocado en la retina con una potencia 200 000 veces mayor que en el punto donde el haz entra al ojo. La mayor parte de la luz es absorbida por la melanina que se encuentra en el epitelio que se encuentra justo detrás de los fotorreceptores y causa quemaduras en la retina. La luz ultravioleta que se encuentra entre los 300 y 400 nm tiende a ser absorbida por el cristalino y la luz menor a 300 nm por la córnea donde produce heridas incluso para potencias relativamente bajas por daño fotoquímico. La luz infrarroja causa principalmente daño térmico. El cercano infrarrojo causa daño en la retina y longitudes de onda más largas causan daño en la parte más frontal del ojo. La tabla de abajo resume varias condiciones médicas causadas por láseres de diferentes longitudes de onda, no incluye heridas debido a láseres pulsados. 
| Longitudes de Onda      | Efecto patológico                                                                        |
| ----------------------- | ---------------------------------------------------------------------------------------- |
| 180–315 nm (UV-B, UV-C) | fotoqueratitis (inflamación de la córnea, equivalente a una quemadura de sol)            |
| 315–400 nm (UV-A)       | fotoquímico catarata (opacidad del cristalino)                                           |
| 400–780 nm (visible)    | daño fotoquímico en la retina, quemadura de la retina                                    |
| 780–1400 nm (near-IR)   | catarata, quemadura en la retina                                                         |
| 1.4–3.0 μm (IR)         | bengala rosa (exceso de proteínas en el humor vítreo), cataratas, quemadura de la córnea |
| 3.0 μm–1 mm             | quemadura de la córnea                                                                   |

La piel es mucho menos sensible a la luz láser que el ojo, pero una exposición excesiva a luz ultravioleta de cualquier fuente puede causar efectos a corto y largo plazo igual que una quemadura de sol, mientras que la luz visible e infrarroja son peligrosas debido al daño térmico que pueden provocar.

## Regulaciones
En varias jurisprudencias, los entes normativos, la legislación y las regulaciones gubernamentales definen la clasificación de los láseres de acuerdo a los riesgos asociados a ellos y definen las medidas de seguridad necesarias para gente que pueda estar expuesta a estos láseres.
En la comunidad Europea los requerimientos de protección ocular están especificados en la norma EN 207. Adicionalmente, la norma EN 208 especifica los requerimientos necesarios para las gafas que se deben usar al alinear un haz láser. Estos transmiten una parte de la luz láser, permitiendo que el operador vea donde se encuentra el haz y no proveen una protección completa ante un impacto directo del haz láser. Finalmente la norma Europea EN 60825 especifica las densidades ópticas en situaciones extremas.
En los EUA los lineamientos del uso de anteojos y otros elementos de seguridad láser estipulado en el ANSI en los entes normativos Z136.  Estas normas consensuadas son dirigidas a operadores de láseres y son publicadas por Laser Institute of America. Las normas son las siguientes:
- ANSI Z136.1 – Uso seguro de láseres. Los entes normativos en este documento son la fundación de programas de seguridad láser en la industria, milicia, investigación, laboratorios de desarrollo y educación superior[4]
- ANSI Z136.2 – Uso seguro de sistemas de comunicación por fibra óptica que usen fuentes de diodo láser”. Esta norma provee guía para el uso, mantenimiento, servicio e instalación de sistemas de comunicación óptica que utiliza diodos láser o diodos que operan en longitudes de onda entre 0.6 µm y 1 mm.[5]
- ANSI Z136.3 – Uso de láseres en el cuidado de la salud. Provee una guía para las personas que trabajan con láseres clase 3B y clase 4 en el sector salud (incluyendo, pero no limitado a: personal designado al cuarto de operaciones como oficial de seguridad láser[6]
- ANSI Z136.4 – Prácticas recomendadas para medidas de seguridad láser para evaluación del riesgo. Provee una gia para medir los procesos necesarios para clasificar y evaluar los riesgos de la radiación óptica.[7]
- ANSI Z136.5 – Uso seguro de láseres en instituciones educativas. Esta norma indica las medidas de seguridad que se deben seguir en ambientes educativos.[8]
- ANSI Z136.6 – Uso seguro de láseres en exteriores Esta norma provee una guía sobre el uso seguro de láseres en exteriores, por ejemplo en construcción y espectáculos de luz, investigación astronómica y militar.[9]
- ANSI Z136.7 – Prueba y etiquetado de equipo protector para el uso de láseres. El objetivo de esta norma es proveer una guía adecuada y rasonable en los métodos y protocolos usados para proveer protección ocular contra láseres y sistemas que usen láseres.[10]
- ANSI Z136.8 – Uso seguro de láseres en investigación, desarrollo y evaluaciones. El propósito de esta norma es proveer una guía sobre el uso seguro de láseres en sistemas que normalmente se encuentran en investigación, desarrollo y evaluación, donde los controles comunes de seguridad usados en láseres comerciales pueden faltar o estar deshabilitados.[11]
- ANSI Z136.9 – Uso seguro de láseres en el ambiente productor' Tiene la intención de proteger a los individuos que tienen mayor riesgo de una exposición en el ámbito productor, esta norma incluye políticas y procedimientos para asegurarse que la seguridad láserr en industrias públicas y privadas así como desarrollo de productos.[12]

A través de la norma 21 CFR 1040, la Administración de Medicamentos y Alimentos (FDA) de los Estados Unidos regula los productos láseres que entran al comercio interno. Esta norma exige que todos los láseres clases IIIb y  clase IV tengan 5 medidas de seguridad: un interruptor de llave, un enclavamiento, un indicador de potencia, un obturador a la salida del haz, y un tiempo de retraso en la emisión, normalmente dos a tres segundos. Los láseres que se encuentran totalmente cubiertos como los quemadores de DVD, están exentos de este requerimiento.

## Clasificación

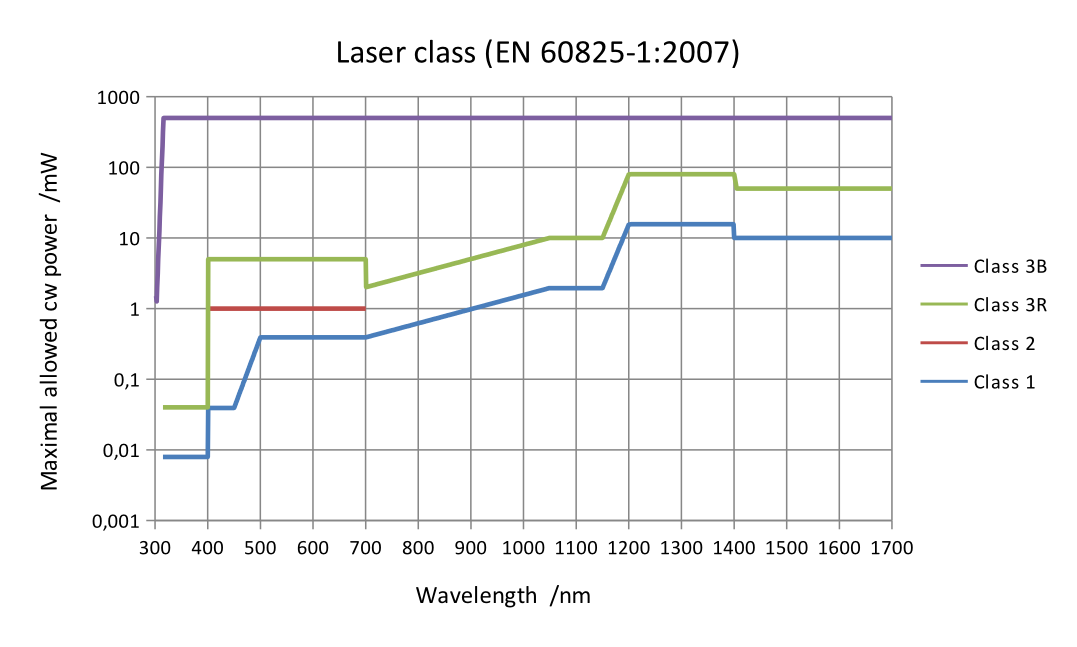
Potencias máximas permitidas para los láseres que pertenecen a las clases 1, 2, 3R y 3B de acuerdo a la norma EN 60825-1:2007. Nota, estos valores solo son válidos para fuentes láser estáticos y puntuales (i.e. colimados o haces láser poco divergentes).

Los láseres han sido clasificados según su longitud de onda y potencia en cuatro clases y algunas subclases desde 1970. Las clasificaciones catalogan a los láseres de acuerdo con su capacidad de producir daño a personas expuestas a este de la clase: 1 (ningún peligro durante su uso normal) hasta la clase 4 (altamente peligroso para los ojos y la piel). 
Existen dos sistemas de clasificación, el "sistema viejo" usando antes del 2002 y el "sistema revisado" que comenzó a implementarse desde 2002. Esta nueva clasificación que se realizó con lo aprendido en estos veinte años clasifica algunos láseres como menos peligrosos de lo que se indicaba en el sistema original. 
El sistema revisado es parte de la norma CEI 60825. Desde 2007, el sistema revisado fue incorporado en el ANSI en la norma en seguridad láser (ANSI Z136.1).  Desde 2007, el etiquetado de acuerdo al sistema revisado es aceptado por la FDA en productos láseres importados a los Estados Unidos. Se puede distinguir entre los dos sistemas por las clases 1M, 2M and 3R que sólo se usan en el sistema revisado y las clases 2A y 3A usadas solo en el sistema viejo.  En el sistema viejo las clases estaban designadas usando números romanos (I–IV) en los Estados Unidos y números arábigos (1–4) en la Unión Europea. El sistema revisado usa números arábigos (1–4) en todas las jurisdicciones.
La clasificación de los láseres está basada en el concepto de límite de emisión accesible (AEL) de sus siglas en inglés accessible emission limits que está definido para cada clase. Esto es usualmente la potencia máxima (en Watts) o energía (en Joules) que puede se emitido en un rango de longitudes de onda específico que pasa por una apertura especificada a una distancia específica. Para longitudes de onda infrarrojas arriba de los 4 μm, esta especificado como densidad de potencia (en W/m²). Es responsabilidad del manufacturador proveer la clasificación correcta al láser y equipar el láser con las etiquetas de advertencia adecuadas y las medidas de seguridad como esta prescrito en las regulaciones. Las medidas de seguridad usadas con láseres muy potentes incluyen una operación con llave, luces de advertencia para indicar que el láser está prendido, un atenuador o un obturador y un contacto eléctrico que el usuario puede conectar a un sistema de emergencia para parar el láser.

### Sistema revisado

Etiqueta de advertencia para la clase 2 y clases más altas

Las principales características y requerimientos del sistema de clasificación como ha sido especificado por la CEI en la norma 2060825-1 están listadas abajo junto con las etiquetas típicas requeridas. Adicionalmente, la clase 2 y otras clases más altas deben tener la etiqueta triangular de advertencia mostrada aquí. Otras etiquetas son requeridas en algunos casos indicando la emisión láser, la apertura láser, peligros a la piel y longitudes de onda invisibles. El sistema viejo se detalla más abajo.

#### Clase 1
Un láser clase 1 es seguro en condiciones normales de uso. Esto significa que la exposición máxima permitida no puede ser excedida cuando se ve al láser con el ojo desnudo o con la ayuda de óptica convergente típica, como puede ser un microscopio o un telescopio. Generalmente son láseres con potencias de unos cuantos microwatts. También si el usuario de un equipo que funcione con un haz láser no tiene acceso a este como es el caso de las impresoras láser, que usan un láser clase IV, se clasifica como clase 1.

#### Clase 1M
Los láseres clase 1M son seguros para usarse y ver el láser incluso por periodos de tiempo largos siempre y cuando no pase el haz por óptica convergente como un microscopio, unos binoculares, una lupa, un telescopio. Algunos láseres que son clase 1M son láseres que producen haces divergentes o de diámetro amplio. Algunos apuntadores, los sistemas de fibra ópticas, y los  radares de control de velocidad suelen tener un láser clase 1M. 

#### Clase 2
Un láser clase 2 es considerado seguro debido al reflejo de parpadear cuando entra el láser al ojo, el cual limitará la exposición a no más de 0.25 segundos. Solo aplica a láseres de luz visible (400–700 nm). Los láseres continuos en esta categoría tienen una potencia menor a 1 mW. Mirar fijamente el láser puede causar daños al ojo. Algunos apuntadores láser están en esta categoría. 

#### Clase 2M
Los láseres en la clase 2M son seguros debido al reflejo de parpadear si no son observados a través de instrumentos ópticos. Sin embargo al ser observados directamente pueden dañar el ojo sin importar la fracción de tiempo que sean observados. Como con la clase 1M, los láseres con haces cuyo diámetro es grande o que son divergentes pueden ser incluidos en esta categoría.

#### Clase 3R
Un láser clase 3R es considerado seguro si se maneja con cuidado. Los escáneres láser tienen este tipo de láser. En general te puede dañar los ojos si lo ves directamente pero si es por un breve momento (el tiempo exacto depende de la longitud de onda del láser) el daño puede ser reversible. Los láseres continuos en el visible tienen una potencia entre 1 mW y 5 mW. 

#### Clase 3B
Un láser clase 3B es peligroso si el ojo se expone directamente, pero reflexiones difusas como las generadas por el papel o materiales con terminado mate no son dañinas. La potencia máxima de láseres continuos que tienen una longitud de onda en el rango entre 315 nm al lejano infrarrojo es de 0.5 W. Para láseres pulsados entre 400 y 700 nm, el límite es de 30 mJ. Otros límites aplican a otras longitudes de onda y a láseres pulsados ultracortos. El uso de anteojos de protección es necesario si un golpe del haz al ojo puede ocurrir. Los láseres clase 3B deben contar con un interruptor de llave y un enclavamiento de seguridad. 

#### Clase 4
La clase 4 es la clase más alta y más peligrosa, pertenecen todos los láseres cuya potencia es mayor que la clase 3B. Un láser clase 4 puede quemar la piel o causar daño permanente al ojo como resultado de ver directa o indirectamente el haz por cualquier periodo de tiempo. Estos láseres pueden encender combustibles y representar un riesgo de incendio. Cabe destacar que reflexiones especulares del haz también son altamente peligrosas, incluso reflexiones difusas pueden ser peligrosas en algunos casos. Por esta razón los láseres clase 4 deben estar equipado con un interruptor de llave y un enclavamiento de seguridad y se recomienda que el haz se encuentre dentro de tubos opacos. La mayoría de los láseres para uso científico, militar y médico se encuentran en esta categoría.

### Sistema Viejo

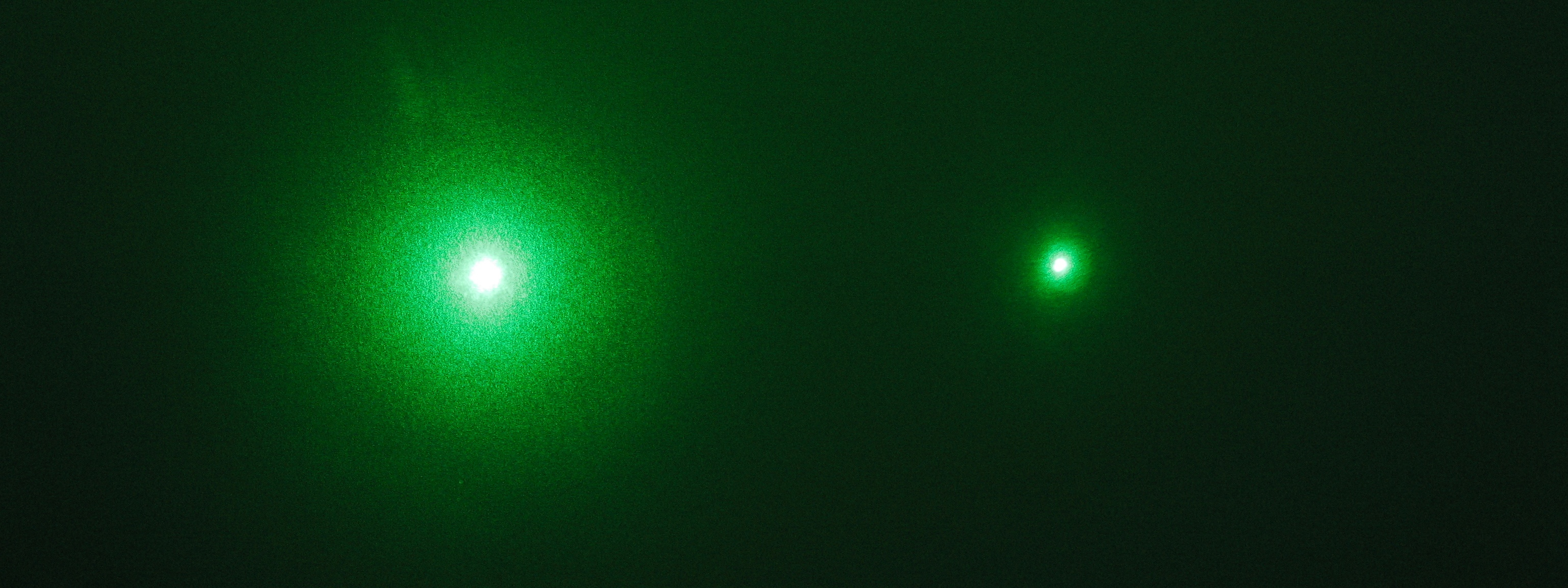
Green laser – class IIIb compared to class IIIa

Este sistema de clasificación está ligeramente alterado del sistema original desarrollado a inicios de los setenta. Todavía es usado por los Estados Unidos. La clasificación depende de la potencia y la longitud de onda del láseres y si este es continuo o pulsado. 

#### Clase I
Es inherentemente seguro; no hay posibilidad de daño al ojo. Esto puede ser debido a que tiene una potencia muy baja o debido a que se encuentra totalmente encerrado impidiendo que el usuario tenga acceso al haz. Como en las impresoras láser y los reproductores de CD.

#### Clase II
El reflejo de parpadear el ojo humano (reflejo corneal) previene que haya daño al ojo, siempre y cuando la persona no lo mire fijamente deliberadamente. La potencia de salida puede ser hasta 1 mW. Esta clasificación solo incluye láseres que tienen luz visible. Algunos apuntadores láser están en esta categoría.

#### Clase IIa
Esta subclase se usa para láseres que tienen una potencia que corresponde a los más débiles de la clase II donde el láser requiere 1000 segundos de verlo continuamente para producir una quemadura en la retina. Algunos escáneres láser comerciales están en esta categoría.

#### Clase IIIa
Los láseres en esta clase son mayormente peligrosos cuando están en combinación con instrumentos ópticos que reducen el diámetro del haz o aumentan la densidad de potencia. Aun sin ningún instrumento óptico el contacto directo sobre el ojo por más de dos minutos puede causar daños serios a la retina. La potencia de estos láseres no excede los 5 mW. La densidad de potencia no debe exceder los 2.5 mW/cm2. El dispositivo debe tener una etiqueta de peligro o precaución. Muchas vistas para armas de fuego y apuntadores láser están en esta categoría. 

#### Clase IIIb
Los láseres en esta clase pueden causar daño si el haz entra directamente al ojo. La potencia de estos láseres está entre 5–500 mW. Los láseres en esta categoría pueden generar daño permanente al ojo con exposiciones de un centésimo de segundo o más dependiendo de la potencia del láser. Una reflexión difusa es generalmente no peligrosa pero una reflexión especular puede ser tan peligrosa como el contacto el haz directo. Protección ocular es recomendada cuando puede ocurrir una exposición directa al haz. Los láseres más potentes en esta categoría pueden ser también un riesgo de incendio y pueden quemar ligeramente la piel. 

#### Clase IV
Los láseres en esta clase tienen potencias de salida de más de 500 mW y pueden causar daño permanente y severo al ojo o la piel sin ser enfocado con óptica convergente. Las reflexiones difusas del láser pueden también ser peligrosas para la piel o el ojo. Muchos láseres que se usan en el ámbito científico, militar o médico están en esta categoría. 
[cita requerida]

## Medidas de Seguridad

### Precauciones Generales
Muchos científicos que trabajan con láseres concuerdan con los siguientes lineamientos:
- Toda persona que utilice un láser debe estar informada de los riesgos. Esta conciencización no se genera al pasar tiempo usando láseres; al contrario, estar en contacto con riesgos invisibles por largo tiempo tiende a reducir la sensación de riesgo, en lugar de agudizarla, principalmente por autocomplacencia.
- Los experimentos ópticos deben ser llevados a cabo en una mesa óptica con todos los láseres viajando en el plano horizontal únicamente y todos los haces deben ser detenidos en las orillas de la mesa. Los usuarios nunca deben poner sus ojos a la altura del plano horizontal donde se encuentran los haces, por si existen rayos reflejados que se alejen de la mesa.
- Relojes y joyería que pueda entrar en el plano óptico, no debe ser permitido en el laboratorio. Todos los objetos no ópticos que están cerca del plano óptico deben tener un terminado mate para prevenir reflexiones especulares.
- Protección ocular adecuada debe ser obligatoria para todas las personas en el cuarto si es que hay un riesgo significativo de tener una herida ocular.
- Haces de alta intensidad pueden provocar un incendio o daño a la piel (principalmente los láseres clase 4 y láseres ultravioleta) deben ser guiados a través de tubos opacos.
- La alineación de los haces y los componentes ópticos debe ser realizada con potencia reducida siempre que sea posible.

### Anteojos de protección

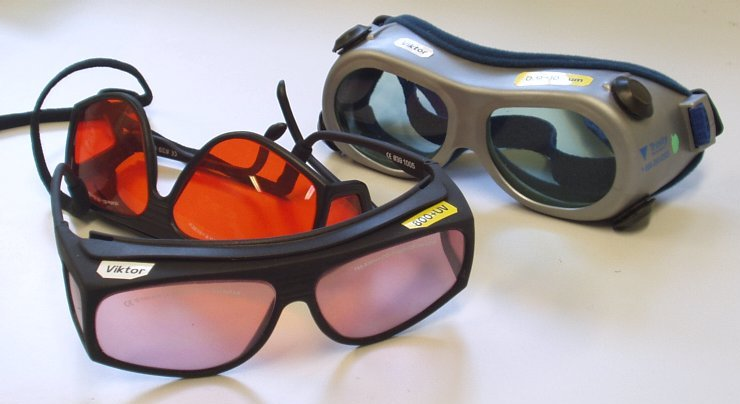
Laser goggles

El uso de anteojos de protección es obligatorio cuando se operan láseres de clase 3B y 4 de forma que pueda ocurrir una exposición al ojo que exceda la energía máxima permitida en el lugar de trabajo en los Estados Unidos por la administración de seguridad y salud laboral.
Gafas protectoras con filtros ópticos apropiados pueden proteger al ojo de luz láser de alta potencia que sea reflejada especularmente o difusamente, así como de la exposición directa al haz láser. Los anteojos deben ser seleccionados para un tipo específico de láser para bloquear o atenuar el rango de longitudes de onda apropiados. Por ejemplo, anteojos que absorben 532 nm son de color naranja típicamente ya que transmiten longitudes de onda mayores a  550 nm (aunque no se debe confiar en el color únicamente cuando se seleccionan la protección ocular). Estas gafas serían inútiles para protegerse de un láser que emite en 800 nm. Hay que considerar que algunos láseres económicos emiten en más de una longitud de onda, como los punteros láser verdes que normalmente son bombeados por diodos láser infrarrojos de  808 nm y que normalmente generan un haz láser en 1064 nm que es usado para producir un haz de 532 nm a la salida. Si la radiación infrarroja es introducida de cierta forma en la cavidad para generar el haz verde, esta no será bloqueada por anteojos rojos o naranjas diseñados para el verde. En particular cuando se usa un láser YAG se necesita una protección ocular dual para protegerse del haz infrarrojo y el haz visible, pero es más cara y algunos láseres verdes no especifican que esa protección es necesaria.
Los anteojos se clasifican según su densidad óptica (OD, de sus siglas en inglés “optical density”), que indica que el filtro óptico disminuye la potencia del haz un cierto factor de atenuación que se  encuentra en la base logarítmica 10. Por ejemplo, anteojos con OD 3 reducirán la potencia del haz en cierto rango de longitudes de onda un factor de 1000x. Las especificaciones (longitudes de onda y densidades ópticas) están usualmente impresas generalmente en la parte superior de las gafas. En la comunidad Europea, se los manufactura dores deben de especificar la potencia máxima en lugar de la densidad óptica según la norma europea EN 207.

### Enclavamiento y apagado automático
El enclavamiento es un circuito que detiene el haz láser si alguna condición no se cumple; por ejemplo, si la puerta del cuarto o la cubierta del láser se abren. Los láseres clase 3B y 4 típicamente proveen una conexión a un circuito de enclavamiento externo. Muchos láseres son considerados Clase 1 solo porque la luz está contenida en una cubierta conectada a un circuito de enclavamiento, como un lector de DVD o de CD portable.
Algunos sistemas tienen circuitos electrónicos que apagan automáticamente el láser en otras condiciones; por ejemplo, en algunos sistemas de comunicación por fibra óptica tienen circuitos que automáticamente apagan la transmisión si la fibra se desconecta o si se rompe.

## Peligros no relacionados al haz del láser - eléctricos y otros
El haz láser es generalmente la parte más peligrosa de un láser, pero existen otros peligros asociados al uso de los sistemas láser que aquí vamos a considerar. Muchos láseres constan de sistemas de alto voltaje, típicamente 400 V o más para una láser pulsado de 5 mJ  y exceden varios kilovoltios para láseres más potentes. Cuando este sistema de alto voltaje está acoplado a un sistema de enfriamiento de alta presión y otro equipo eléctrico asociado, puede generar un riesgo mayor al del haz láser.
El equipo eléctrico debe ser instalado al menos a 250 mm sobre el suelo para reducir el riesgo de electrocutarse en caso de inundación. Las mesas ópticas, láseres y otro equipo debe estar bien aterrizado.
Adicionalmente a los peligros eléctricos, los láseres pueden crear reacciones químicas y otros peligros específicos a instalaciones particulares. Los peligros químicos pueden incluir materiales intrínsecos del láser como son: óxido de berilio en el tubo del láser de argón, halógenos en el láser de excímeros, colorantes orgánicos disueltos en solventes tóxicos o flamables en un láser de colorantes y vapores de metales pesados y asbesto en los aislamientos del láser de Helio-Cadmio. También pueden ocurrir la emisión de gases durante el uso del láser, como gases metálicos de cortar o tratar la superficie de un metal o una mezcla compleja de productos descompuestos producidos por un plasma de alta energía generado por el láser al cortar plásticos.
Peligros mecánicos pueden incluir piezas sueltas en bombas o cámaras de vacío o de alta presión, la explosión o implosión de tubos de plasma, lámpara, camisas de agua y equipo que usa gas.
Peligros asociados a altas temperaturas pueden resultar de la operación de láseres potentes Clase IIIB o cualquiera Clase IV.
En láseres comerciales muchos de estos riesgos se pueden mitigar con la presencia de obturadores fusible, interruptores térmicos y válvulas de presión. En láseres viejos, sistemas experimentales y aquellos removidos de otros equipos debe tenerse cuidado especial para anticipar y reducir consecuencias del mal uso o fallas del equipo.